# Коль, Моше
Моше Коль (ивр. משה קול‎), имя при рождении Мовша Мордухович Колодный (род. 28 мая 1911, Пинск, Минская губерния, Российская империя — 7 июля 1989) — сионистский активист и израильский государственный деятель, один из подписавших Декларацию независимости Израиля.

## Биография
Родился в Пинске в Российской империи (ныне в Белоруссии), учился в хедере и в еврейской школе с преподаванием на иврите в своём родном городе и был одним из основателей молодёжного движения «Ха-Овед ха-Циони» в Польше.
В 1932 году эмигрировал в подмандатную Палестину и поселился в кибуце Кфар-Сава, который был связан с «Ха-Овед ха-Циони». Вступил в профсоюз Гистадрут, был членом его исполнительного комитета с 1941 по 1946 год, а также входил в совет директоров Еврейского агентства, где возглавлял Молодёжный отдел.
15 мая 1948 года принял участие в подписании Декларации независимости Израиля и стал членом Временного государственного совета. Он также был одним из основателей Прогрессивной партии.
В июле 1951 года был избран в кнессет, но ушёл в отставку шесть недель спустя. Вернулся в кнессет по итогам выборов 1959 года, и вскоре после того, как стал членом Либеральной партии, которая была образована в результате слияния Прогрессивной партии и Партии общих сионистов. После переизбрания в кнессет в 1961 году вошёл в состав группы в основном из бывших членов Прогрессивной партии, которые откололись от Либеральной партии, чтобы сформировать Партию независимых либералов в знак протеста против её слияния с партией Менахема Бегина «Херут».
После выборов 1965 года независимые либералы присоединились к коалиции Леви Эшколя, и он был назначен министром туризма и министром развития. В соответствии с политикой партии, Коль ушёл из кнессета после назначения в кабинет министров.
В 1977 году не был переизбран в кнессет (его партия получила только одно место в парламенте) и ушёл в отставку с поста министра туризма
После ухода из общественно-политической жизни написал несколько книг о израильской внутренней и внешней политике.
Племянник А. И. Колодной.